# Xác thực dùng hai yếu tố

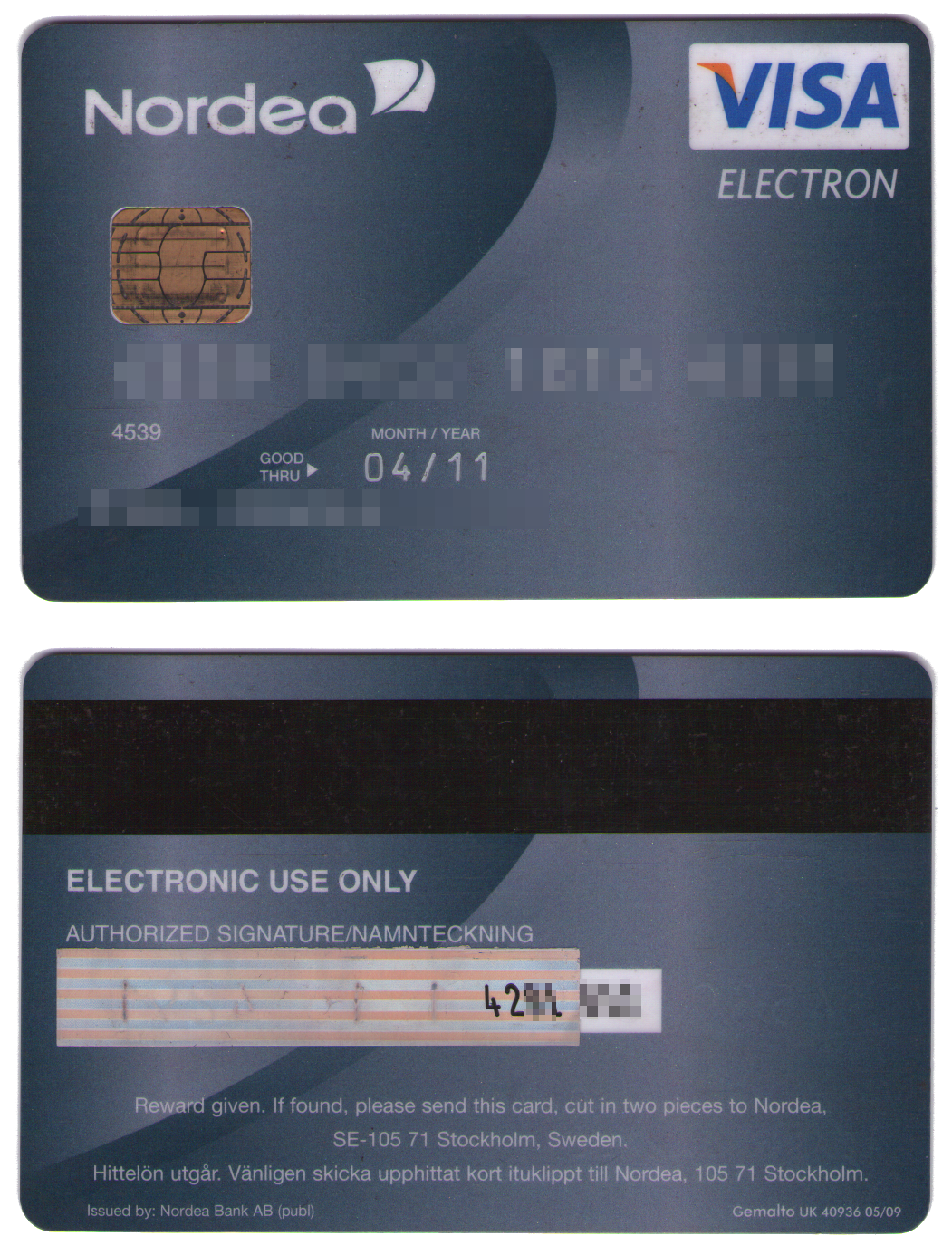
Thẻ Visa

Xác thực dùng hai yếu tố (tiếng Anh: Two-factor authentication, được viết tắt là 2FA) là phương pháp xác thực yêu cầu hai yếu tố phụ thuộc vào nhau để chứng minh tính đúng đắn của một danh tính. Xác thực hai nhân tố dựa trên những thông tin mà người dùng biết (số PIN, mật khẩu) cùng với những gì mà người dùng có (SmartCard, USB, Token, Grid Card…) để chứng minh danh tính. Với hai yếu tố kết hợp đồng thời, tin tặc sẽ gặp rất nhiều khó khăn để đánh cắp đầy đủ các thông tin này. Nếu một trong 2 yếu tố bị đánh cắp cũng chưa đủ để tin tặc sử dụng. Phương pháp này đảm bảo an toàn hơn rất nhiều so với phương pháp xác thực truyền thống dựa trên 1 yếu tố là Mật khẩu/Số Pin.